# トッレ・オルサーイア
トッレ・オルサーイア（伊: Torre Orsaia）は、イタリア共和国カンパニア州サレルノ県にある、人口約2,100人の基礎自治体（コムーネ）。

## 地理

### 位置・広がり

#### 隣接コムーネ
隣接するコムーネは以下の通り。
- カゼッレ・イン・ピッタリ
- モリジェラーティ
- ロッカグロリオーザ
- ロフラーノ
- サン・ジョヴァンニ・ア・ピーロ
- サンタ・マリーナ